# Michael Lahoud
Michael Lahoud (Freetown, 15 settembre 1986) è un ex calciatore sierraleonese con cittadinanza statunitense, di ruolo centrocampista.

## Carriera

### Club
Ha giocato in MLS con i Chivas USA ed i Philadelphia Union.

### Nazionale
Tra il 2013 ed il 2014 ha giocato complessivamente 4 partite con la nazionale della Sierra Leone.